# Mexikansk koriander
Mexikansk koriander eller sallatsmartorn (Eryngium foetidum L.), är en tropisk tvåårig ört i släktet martornar och familjen flockblommiga växter. Den förekommer naturligt i Central- och Sydamerika, men odlas även världen över.

## Användning
Mexikansk koriander används mycket som en krydda och för marinering i Karibien.  Även i Thailand, Indien, Vietnam och andra delar av Asien används den och har utbredd användning som en kulinarisk ört. Den här koriandern behåller färg och smak bra vid torkning, vilket gör den värdefull i industrin kring torkade örter. Den används ibland som ersättning för koriander, men har en mycket starkare smak. 
I medicinska syften används växtens blad och rötter i te, för att stimulera aptiten, främja matsmältning, motarbeta kolik, lindra magsmärtor, avhjälpa väderspänning och som ett afrodisiakum.